# Suhpalacsa subtrahens
Suhpalacsa subtrahens är en insektsart som först beskrevs av Walker 1853.  Suhpalacsa subtrahens ingår i släktet Suhpalacsa och familjen fjärilsländor. Inga underarter finns listade i Catalogue of Life.

## Bildgalleri

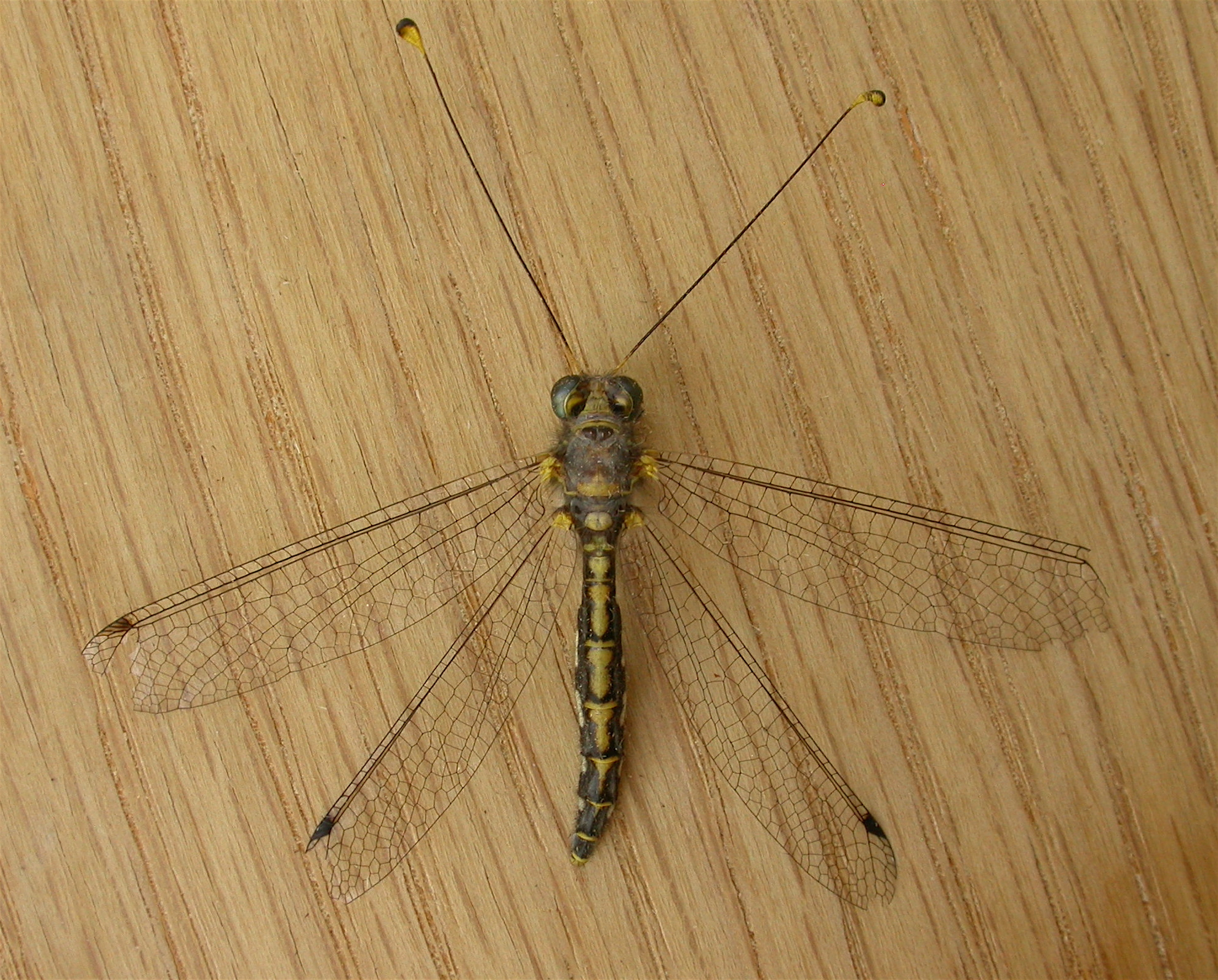